# Famorca
Famorca è un comune spagnolo situato nella comunità autonoma Valenciana.

## Geografia fisica
Il termine, di 9,6 km², si trova nella valle della Seta, nella Sierra della Serrella e quella di Alfaro e i suoi luoghi più importanti sono i cortili della Cueva, la sorgente dell'Anouer e le pitture rupestri del Morro dell'Asdarbalet. Si può anche salire alla Mallà del Llop nella Serrella.

## Storia
Dopo la Riconquista (a metà del secolo XIII), passò a far parte del baronato di Guadalest, che fu concesso a Hugo I de Cardona. Passò per diritto ereditario materno, al bisnipote di questi, Sancho de Cardona, ammiraglio di Aragona, che ottenne il titolo di marchese con lo stesso nome nel 1542. Successivamente passò ai Palafox, marchesi di Ariza, e agli Arteaga, duchi dell'Infantado. Il luogo era affascinante nelle rimesse con i muli carichi di neve che uscivano dalla catena montuosa verso la costa.

## Società

### Evoluzione demografica
Con 51 abitanti (INE, 2013), Famorca è il secondo comune meno popoloso della provincia di Alicante, superato solo da Tollos. Ha subito una evoluzione demografica negativa continua dalla fine del secolo XIX.

## Economia
L'economia locale si basa principalmente sull'agricoltura dell'oliva e della mandorla. Altre coltivazioni importanti sono i frutteti di mele, pere e ciliegie.

## Feste
La festa patronale di Famorca è la festa di San Gaetano, celebrata durante la prima settimana di agosto.
Altra festa importante è la fiesta della Virgen de los Dolores, celebrata il venerdì prima della domenica delle Palme.